# Suit
Pour les articles homonymes, voir Suit (homonymie).
Albums de Nelly
Sweat
(2004) Sweatsuit
(2005)
Singles
1. My Place
Sortie : 3 août 2004
2. Over and Over
Sortie : 12 octobre 2004
3. N' Dey Say
Sortie : 23 mai 2005

Suit est le quatrième album studio de Nelly, sorti le 14 septembre 2004.
Suit est le deuxième album publié simultanément par le rappeur, avec Sweat. Au départ, ces deux albums ne devaient faire qu'un mais Nelly a décidé de séparer le projet initial en deux bien distincts. Cet opus est davantage orienté pop et RnB.
L'album, qui s'est classé 1er au Billboard 200, au Top R&B/Hip-Hop Albums et au Top Internet Albums, a été certifié triple disque de platine par la Recording Industry Association of America (RIAA) le 19 janvier 2005.

## Liste des titres
| No  | Titre                                                         | Contient un (des) sample(s) de                                                         | Durée |
| --- | ------------------------------------------------------------- | -------------------------------------------------------------------------------------- | ----- |
| 1.  | Play It Off (featuring Pharrell Williams)                     |                                                                                        | 3:47  |
| 2.  | Pretty Toes (featuring Jazze Pha et T.I.)                     | Crumblin' Erb d'OutKast                                                                | 4:28  |
| 3.  | My Place (featuring Jaheim)                                   | Come Go With Me de Teddy Pendergrass Isn't It a Shame? de LaBelle I Like It de DeBarge | 5:36  |
| 4.  | Paradise                                                      |                                                                                        | 4:36  |
| 5.  | She Don't Know My Name (featuring Snoop Dogg et Ronald Isley) |                                                                                        | 4:26  |
| 6.  | N Dey Say                                                     | True de Spandau Ballet                                                                 | 3:37  |
| 7.  | Woodgrain and Leather Wit a Hole                              |                                                                                        | 5:13  |
| 8.  | In My Life (featuring Avery Storm et Ma$e)                    |                                                                                        | 3:40  |
| 9.  | Over and Over (featuring Tim McGraw)                          |                                                                                        | 4:14  |
| 10. | Nobody Knows (featuring Anthony Hamilton)                     |                                                                                        | 4:39  |
| 11. | Die for You                                                   |                                                                                        | 4:28  |

| 12. | Ride wit Me (Remix) (featuring City Spud)        | 4:05 |
| 13. | Dilemma (Remix) (featuring Kelly Rowland et Ali) | 4:38 |